# Aaron Krickstein
Aaron Krickstein (Ann Arbor, 2 augustus 1967) is een voormalig professioneel tennisser uit de Verenigde Staten van Amerika. Krickstein won in zijn carrière negen ATP-toernooien in het enkelspel. Zijn hoogste positie op de ATP-ranglijst is de zesde plaats, die hij bereikte in februari 1990.

## Palmares
| Legenda                       |
| ----------------------------- |
| Grand Slam                    |
| Olympische Spelen             |
| Tennis Masters Cup            |
| ATP Masters Series            |
| ATP International Series Gold |
| ATP International Series      |

### Enkelspel
| Nr.              | Datum      | Toernooi         | Ondergrond | Tegenstander in finale | Score              |         |
| ---------------- | ---------- | ---------------- | ---------- | ---------------------- | ------------------ | ------- |
| gewonnen finales |            |                  |            |                        |                    |         |
| 1.               | 1983-10-16 | GP Tel Aviv      | Hardcourt  | Christoph Zipf         | 7–6, 6–3           | details |
| 2.               | 1984-07-22 | GP Boston        | Gravel     | José Luis Clerc        | 7–6(2), 3–6, 6–4   | details |
| 3.               | 1984-09-16 | GP Tel Aviv      | Hardcourt  | Shahar Perkiss         | 6–4, 6–1           | details |
| 4.               | 1984-09-23 | GP Genève        | Gravel     | Henrik Sundström       | 6–7, 6–1, 6–4      | details |
| 5.               | 1989-01-15 | GP Sydney        | Hardcourt  | Andrej Tsjerkasov      | 6–4, 6–2           | details |
| 6.               | 1989-09-24 | Los Angeles      | Hardcourt  | Michael Chang          | 2–6, 6–4, 6–2      | details |
| 7.               | 1989-10-22 | GP Tokio Indoor  | Tapijt (i) | Carl-Uwe Steeb         | 6–2, 6–2           | details |
| 8.               | 1992-04-05 | ATP Johannesburg | Hardcourt  | Aleksandr Volkov       | 6–4, 6–4           | details |
| 9.               | 1993-04-04 | ATP Durban       | Hardcourt  | Grant Stafford         | 6-3, 7-6(7)        | details |
| verloren finales |            |                  |            |                        |                    |         |
| 1.               | 1984-05-20 | GP Rome          | Gravel     | Andrés Gómez           | 6–2, 1–6, 2–6, 2–6 | details |
| 2.               | 1984-07-29 | GP Washington    | Gravel     | Andrés Gómez           | 2–6, 2–6           | details |
| 3.               | 1985-11-24 | GP Hong Kong     | Hardcourt  | Andrés Gómez           | 3–6, 3–6, 6–3, 4–6 | details |
| 4.               | 1986-10-12 | GP Tel Aviv      | Hardcourt  | Brad Gilbert           | 5–7, 2–6           | details |
| 5.               | 1988-10-16 | GP Tel Aviv      | Hardcourt  | Brad Gilbert           | 6–4, 6–7, 2–6      | details |
| 6.               | 1988-11-20 | GP Detroit       | Tapijt (i) | John McEnroe           | 5–7, 2–6           | details |
| 7.               | 1990-04-15 | ATP Tokio        | Hardcourt  | Stefan Edberg          | 4–6, 5–7           | details |
| 8.               | 1990-09-30 | ATP Brisbane     | Hardcourt  | Brad Gilbert           | 3–6, 1–6           | details |
| 9.               | 1991-09-09 | ATP Brisbane     | Hardcourt  | Gianluca Pozzi         | 3–6, 6–7(4)        | details |
| 10.              | 1992-04-26 | ATP Monte Carlo  | Gravel     | Thomas Muster          | 3–6, 1–6, 3–6      | details |

## Resultaten grandslamtoernooien
| Legenda | Legenda                          |
| ------- | -------------------------------- |
| g.t.    | geen toernooi gehouden           |
| l.c.    | lagere categorie                 |
| –       | niet deelgenomen                 |
| G       | uitgeschakeld in de groepsfase   |
| 1R      | uitgeschakeld in de eerste ronde |
| 2R      | uitgeschakeld in de tweede ronde |
| 3R      | uitgeschakeld in de derde ronde  |
| 4R      | uitgeschakeld in de vierde ronde |
| KF      | uitgeschakeld in de kwartfinale  |
| HF      | uitgeschakeld in de halve finale |
| F       | de finale verloren               |
| W       | het toernooi gewonnen            |
| w-v     | winst/verlies-balans             |

### Enkelspel
| Toernooi        | 1983 | 1984 | 1985 | 1986 | 1987 | 1988 | 1989 | 1990 | 1991 | 1992 | 1993 | 1994 | 1995 | 1996 |
| --------------- | ---- | ---- | ---- | ---- | ---- | ---- | ---- | ---- | ---- | ---- | ---- | ---- | ---- | ---- |
| Australian Open | –    | –    | –    | –    | –    | –    | 4R   | 4R   | 4R   | 4R   | –    | 3R   | HF   | 1R   |
| Roland Garros   | –    | 2R   | 4R   | 2R   | 3R   | 1R   | 2R   | 3R   | 2R   | 3R   | 2R   | 4R   | 1R   | –    |
| Wimbledon       | –    | –    | 1R   | –    | –    | –    | 4R   | –    | 2R   | 3R   | –    | 3R   | 4R   | –    |
| US Open         | 4R   | 3R   | –    | 4R   | –    | KF   | HF   | KF   | 4R   | –    | 2R   | 1R   | 2R   | –    |